# Ferdinand von Meerheimb
Ferdinand von Meerheimb, tên đầy đủ là Ferdinand Ludwig Johann Freiherr von Meerheimb (11 tháng 4 năm 1823 tại điền trang Gnemern, nay thuộc Jürgenshagen – 7 tháng 5 năm 1882 tại Berlin) là một sĩ quan quân đội Phổ, đã được thăng đến cấp Thiếu tướng. Ông từng tham chiến trong cuộc Chiến tranh Áo-Phổ (1866) và cuộc Chiến tranh Pháp-Đức (1870 – 1871). Ngoài ra, ông còn là một nhà viết tiểu sử quân sự.

## Tiểu sử

### Thân thế
Ferdinand sinh vào tháng 4 năm 1823, trong gia đình quý tộc cổ Meerheimb. Ông là người con thứ ba và là con trai thứ hai của cựu Thượng tá Jasper Friedrich Freiherr von Meerheimb (12 tháng 6 năm 1785 tại Reinstorf – 25 tháng 12 năm 1872 tại Gnemern) với người vợ của ông này là Emilie Sophie Cahrlottte Karoline, xuất thân trong gia đình quý tộc von Kleist  (7 tháng 2 năm 1800 tại Stavenow – 10 tháng 3 năm 1887 tại Bützow).

### Sự nghiệp quân sự
Meerheimb theo học trường Pädagogium tại Halle (Saale), sau đó ông học tại Trung học Nhà dòng Magdeburg. Vào ngày 6 tháng 12 năm 1841, ông nhập ngũ quân đội Phổ với tư cách là lính tình nguyện ba năm trong Trung đoàn Bộ binh số 2 "Vua Friedrich Wilhelm IV". Với quân hàm Thiếu úy, ông là Giảng viên tại Trường Sư đoàn của Quân đoàn II. Cũng trong thời gian đó, vào tháng 3 năm 1848, ông đã tham gia giao chiến trên đường phố Berlin trong cuộc trấn áp phong trào cách mạng Đức và cùng năm đó, ông tham chiến trong chiến dịch tấn công Đan Mạch. Ông đã chiến đấu tại Schleswig và bị thương ở Düppel.
Trong cuộc Chiến tranh Áo-Phổ năm 1866, Meerheimb tham gia chiến dịch Böhmen trên cương vị là một đại đội trưởng, và trong cuộc Chiến tranh Pháp-Đức (1870 – 1871), ông chỉ huy Tiểu đoàn I của Trung đoàn Bộ binh Dân quân số 2 chiến đấu tại Pháp. Kể ừ ngày 25 tháng 12 năm 1870 cho đến ngày 31 tháng 3 năm 1871, ông là Thống lĩnh quân đội tại Reims. Ngoài ra, ông cũng hoạt động trong Cơ quan phụ trách (Nebenetat) của Bộ Tổng tham mưu từ năm 1867 cho đến khi nghỉ hưu vì lý do sức khỏe vào năm 1880.

### Gia đình
Vào ngày 7 tháng 5 năm 1850, Meerheimb thành hôn với bà Brunhilde Mathilde Hiltrud, xuất thân trong gia đình quý tộc cổ von Ramin (19 tháng 3 năm 1830 tại Schmagerow – 18 tháng 4 năm 1909 tại Berlin). Cặp đôi này có bốn người con:
- Gertrud Wilhelmine Henriette Sophie (sinh ngày 6 tháng 5 năm 1852 tại Stettin)
- Katharina Luise Hermine (Sinh ngày 2 tháng 8 năm 1857 tại Stettin) ∞ Paul von Rohrscheidt, Thiếu tướng Phổ
- Margarethe Henriette Marie 28 tháng 7 năm 1859 tại Schmagerow – 30 tháng 1 năm 1920 tại Weimar), nữ văn sĩ ∞ Max Freiherr Treusch von Buttlar-Brandenfels vào năm 1881, nhưng không lâu sau đó ly dị; hôn nhân lần thứ hai với Thiếu tá Graf von Bünau vào năm 1890
- Brunhilde Hedwig Margarete (sinh ngày 8 tháng 5 năm 1869 tại Berlin)

## Sự nghiệp sáng tác
Mặc dù Meerheimb là một tướng lĩnh, sự nghiệp sáng tác của ông, nhất là về lĩnh vực lịch sử quân sự, còn nổi bật hơn sự nghiệp quân sự của ông. Ông đã cống hến nhiều bài viết cho các tạp chí và hợp tuyển, ngoài ra ông còn bổ túc cho Tuần báo Quân sự (Militär-Wochenblatt) hai phụ trương Nước Pháp và người Pháp (Frankreich und die Franzosen, 1872) và Giáo dục và Khoa học quân sự (Militärbildung und Wissenschaft, 1873). Đến năm 1877, ông còn viết một phụ trương khác về tiểu sử Thống chế Friedrich von Wrangel, và phụ trương này được xuất bản thành sách. Ông cũng đóng góp nhiều bài viết cho bộ Tiểu sử Tổng hợp Đức (Allgemeinen deutschen Biographie). Kể từ năm 1873 cho đến khi từ trần tại Berlin vào năm 1882, ông cũng là biên tập viên của tờ Báo Văn học Quân sự (Militär-Litteratur-Zeitung). Một tác phẩm của ông viết về Vương tử Heinrich đã chuẩn bị được in thành sách.

## Tác phẩm
- Shermans Feldzug in Georgien: Vortrag gehalten am 30. Oktober 1868 in der Militairischen Gesellschaft zu Berlin.  Berlin: Mittler 1869 Digitalisat
- Graf von Wrangel, Königlich Preußischer General-Feldmarschall. Mittler, Berlin 1877
- Geschichte der Pariser Kommune. Berlin 1880
- Briefe eines preußischen Offiziers aus dem Jahre 1848. (được hiệu chiểu bởi bà Margarethe Henriette Gräfin von Bünau, họ Freiin von Meerheimb sau khi ông mất) Trong: Preußische Jahrbücher 157 (1914), các trang 450–480 và 158 (1914), các trang 69–94